# Encke-Teilung

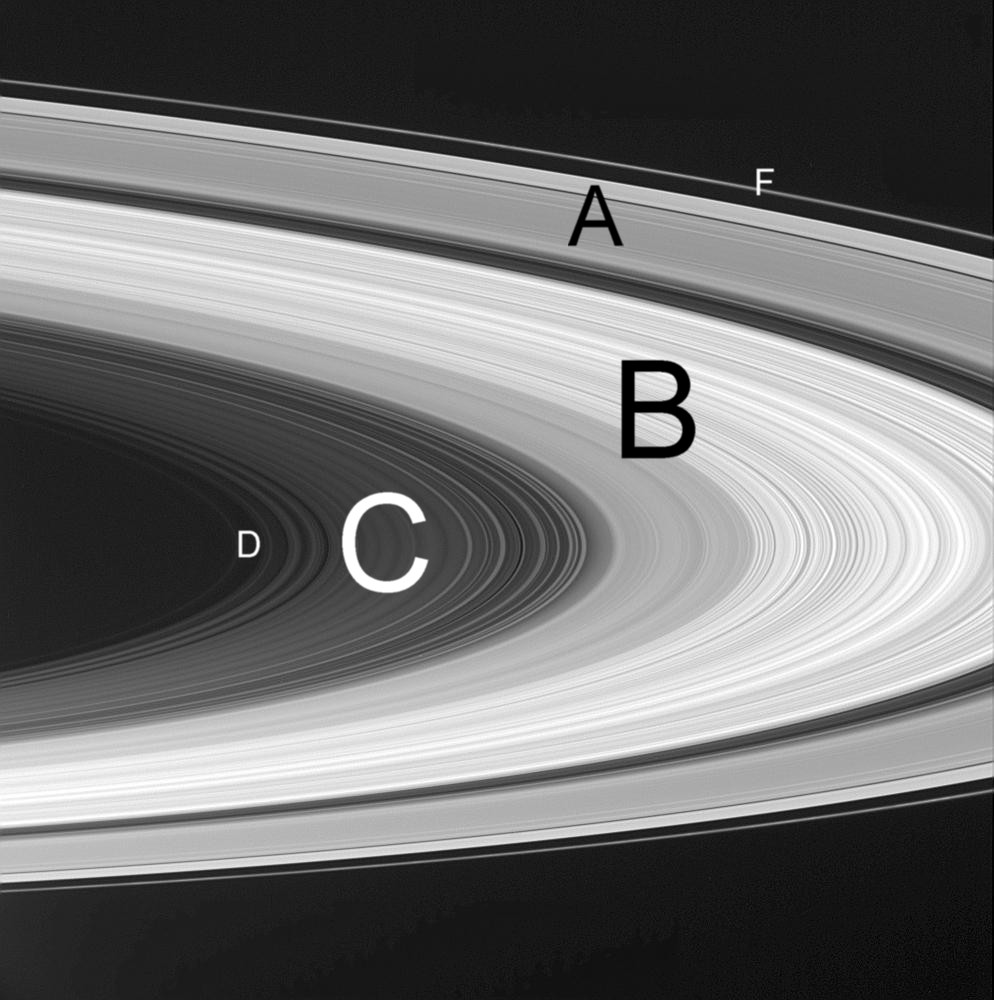
Die Saturnringe mit ihren Namen (Bild NASA). Die Encke-Teilung ist der etwas dunklere Bereich zwischen den Ringen A und F. Zwischen A und B liegt die breite Cassini-Lücke.

Als Encke-Teilung wird eine kreisförmige Lücke am Außenrand des A-Rings, dem zweithellsten der Saturnringe, bezeichnet. 
Sie wurde 1837 vom Berliner Astronomen Johann Encke entdeckt und damals auf 300 km Breite geschätzt. Nach Messungen der Voyager-Raumsonden von 1980/81 sind es 200 bis 330 km. Im Gegensatz zur 20-mal breiteren Cassini-Teilung ist sie in Amateurfernrohren nicht mehr erkennbar, sondern erst bei etwa 1000-facher Vergrößerung.
Die Encke-Teilung wird durch Bahnstörungen naher Saturnmonde verursacht, insbesondere durch den innerhalb der Teilung umlaufenden Schäfermond Pan, wodurch die Partikel aus diesem Bereich nach innen oder außen wegdriften. Sie liegt 2.000 km von der A-Außenkante entfernt und 133.500 km vom Saturn-Mittelpunkt. Ihr Abstand von der Wolkenoberfläche des Planeten beträgt 13.000 km.
Als Voyager 2 vom Saturn wegflog, fand gerade eine Bedeckung des Sterns Delta Scorpii statt. Kontinuierliche Helligkeitsmessungen zeigten, dass im Innern der Encke-Teilung zwei dünne, exzentrische Teilchenringe liegen. Die Unregelmäßigkeiten darin haben genau die Umlaufzeit von 13,82 h, die für diesen Bereich typisch ist.